# Ligia (imię)
Ligia – imię żeńskie pochodzenia greckiego. Wywodzi się od słowa ligus oznaczającego czysty głos.
Było imieniem jednej z mitycznych syren.
Imię spopularyzował Edgar Allan Poe poematem Ligeja z 1838 roku. W innych utworach literackich, Ligia Kallina jest główną bohaterką powieści Quo vadis Henryka Sienkiewicza.
Ligia imieniny obchodzi 11 sierpnia.